# Parade Parade
Parade Parade (яп. パレードパレード парэ:допарэ:до) — хентайная OVA, снятая по одноимённой манге Сатоси Акифудзи студиями Pink Pineapple и AIC в 1996-м году. Формально относясь к поджанру «футанари», OVA выделяется из общего фона драматическим сюжетом и качественной музыкой.

## Персонажи
Сюжет аниме посвящён певице-идолу Каори Сиинэ, только-только начинающей свою карьеру под руководством Юко Имай, своего менеджера и любовницы. Каори — гермафродит, имеющий как женские, так и мужские первичные половые признаки, и очень боится погубить свою карьеру, если этот факт станет известен широкой публике. Юко встретила Каори за два года до её первого выступления, с которого начинается OVA, и с тех пор занимается её «раскруткой». Она также в курсе необычного физического устройства подопечной и хранит её секрет.
Антагонистичную роль в сериале играет Саки Мидорикава, известная и популярная певица, успешно выступающая больше трёх лет (что, по словам Юко, очень непросто в шоу-бизнесе) и создавшая себе имидж агрессивно-сексуальной лесбиянки. Саки имеет собственный «гарем» из начинающих певиц, одной из которых является Саяка Тамура, соперница Каори среди идолов-новичков.
Саки и Юко (известную некогда под псевдонимом «Каору») связывают давние отношения с тех пор, как они одновременно начали свои музыкальные карьеры три года назад. Вынужденные терпеть насилие со стороны своих шовинистичных продюсеров, девушки нашли поддержку друг в друге и остались на сцене. Однако год спустя Юко, повредив горло, потеряла голос, и гордость не позволила ей оставаться с Саки, которая чувствует на неё обиду за это даже два года спустя.

## Сюжет
Сериал начинается с первого выступления Каори перед публикой с песней «Ai-iro Otome». После выступления Юко сообщает ей об успехе и убеждает заняться сексом. В то же время Саки, пересматривая выступление Каори по телевизору, решает сделать её частью своей «коллекции». Перед следующим концертом, где выступают они обе, Саки подкарауливает Каори в женском туалете вдали от Юко и соблазняет её, несмотря на первоначальный шок от открытия, что она двупола. Когда их обнаруживает Юко, Саки предлагает ей «дуэль» за обладание Каори, отказаться от которой та не может, иначе Саки опубликует их тайну.
Во второй серии Юко привозит Каори к Саки, где та объясняет правила: Юко и Саки меняются партнёршами (Каори и Саяка, соответственно), и первая, кто доведёт свою до оргазма, побеждает. В ходе продолжительной эротической сцены, Саки пытается убедить Каори, что Юко не достойна её доверия, но не преуспевает. Юко побеждает, хоть и с небольшим отрывом (обнаружив «слабое место» Саяки — гиперчувствительность к анальному сексу), и Саки сдерживает своё слово не афишировать секрет Каори, хотя её обида на Юко лишь усугубляется.
На обратном пути Юко объясняет Каори их отношения с Саки: столкнувшись с систематическим насилием, Саки сломалась и почти ушла со сцены, но гордость и воля Юко помогла им обеим справиться с этим. Юко чувствует себя виноватой по отношению к Саки, но Каори успокаивает её, что та наверняка догадывается о её чувствах. На следующий день Саки переезжает в офис Юко и Каори, заявляя, что не собирается отказываться от своих претензий ни на ту, ни на другую. В заключительной сцене Каори и Саки исполняют «Ai-iro Otome» на сцене дуэтом, в то время как Юко неслышно подпевает им, стоя в толпе. Судьба Саяки остаётся открытой.

## Саундтрек
В качестве открывающей и закрывающей темы сериала используется песня «Ai-iro Otome», которую исполняет сэйю Каори Йоко Асада. Песня была написана специально для «Parade Parade» и никогда не публиковалась на отдельных синглах или альбомах.